# Murawa kserotermiczna

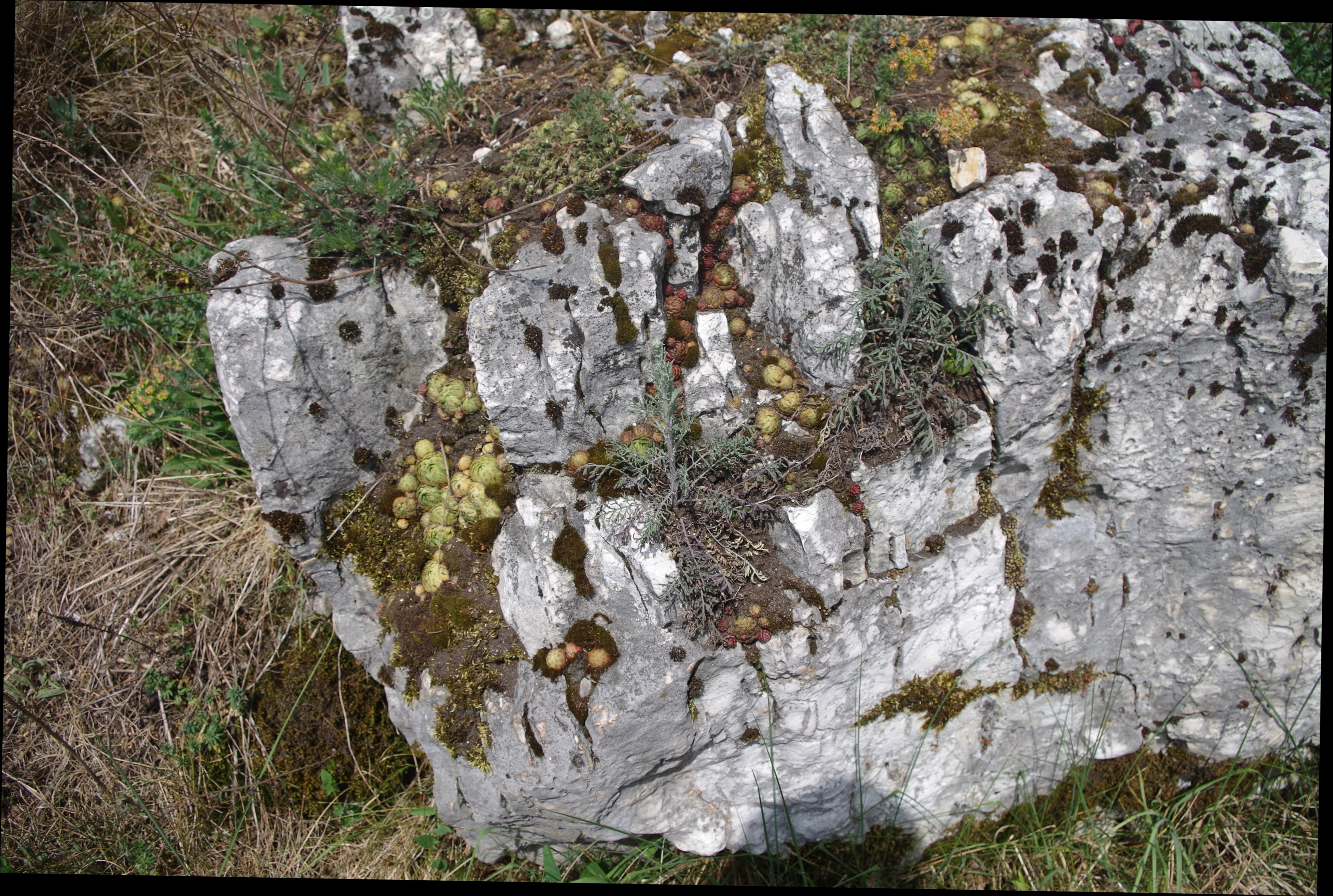
Naskalna murawa kserotermiczna na wzgórzu Apteka na Wyżynie Częstochowskiej

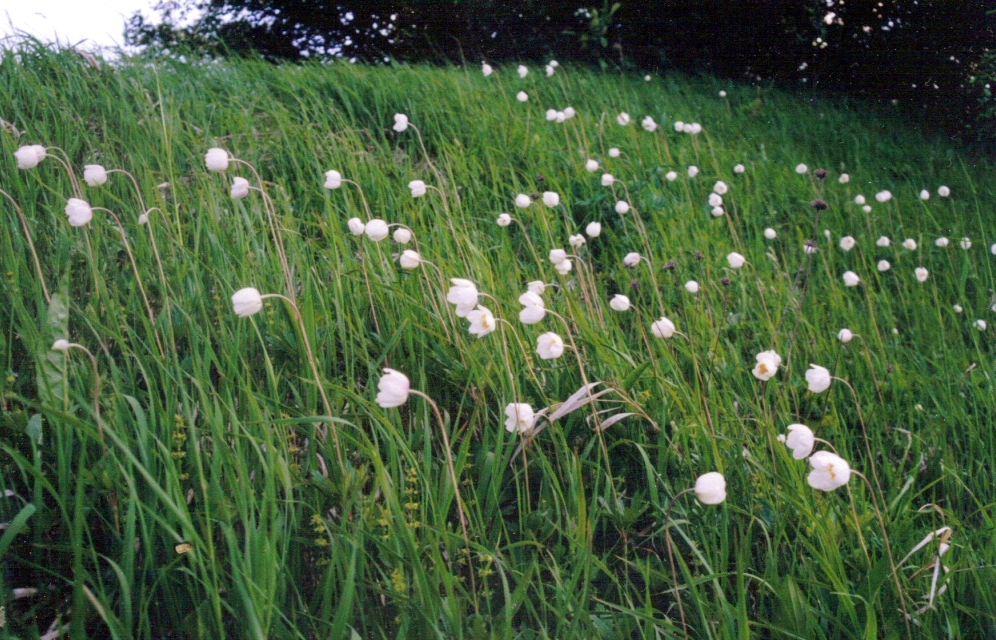
Murawa kserotermiczna w starym kamieniołomie na Grojcu koło Żywca

Murawa kserotermiczna – nieleśne zbiorowisko roślinne o charakterze murawowym lub murawowo-ziołoroślowym. Murawy kserotermiczne rozpowszechnione są w południowej i południowo-wschodniej Europie, w obszarach o suchym i ciepłym lecie. W Europie Zachodniej i Środkowej, w tym w Polsce, murawy kserotermiczne rozwijają się na nasłonecznionych zboczach na podłożu zasobnym w węglan wapnia. W związku z tym gatunki budujące tego typu fitocenozy to głównie rośliny światłolubne i wapieniolubne. We współczesnych warunkach Europy Środkowej murawy kserotermiczne to zwykle siedliska seminaturalne, dla stabilności których konieczna jest ingerencja w postaci np. ekstensywnego wypasu.